# Morti il 5 novembre
| Questa pagina contiene informazioni ricavate automaticamente dalle voci biografiche con l'ausilio del template Bio e di un bot. L'aggiornamento è periodico e automatico e ricostruisce completamente la pagina. Se manca una persona in questa lista, sei pregato di non aggiungerla, ma accertati piuttosto che la sua voce biografica contenga il template Bio e che i dati anagrafici siano correttamente compilati. Se il template Bio manca, inseriscilo tu stesso o, in alternativa, metti l'avviso {{tmp\|Bio}} che ne segnala la mancanza. Se i dati riportati sono sbagliati, correggi direttamente la voce biografica; le modifiche saranno visibili in questa lista entro pochi giorni. Per chiarimenti vedi il progetto biografie. La lista contiene solo le 500 persone che sono citate nell'enciclopedia e per le quali è stato implementato correttamente il template Bio. Pagina aggiornata al 17 ago 2025. |

## XI secolo(1)
- 1011 - Matilde II di Essen, nobile tedesca (n. 945)

## XIII secolo(3)
- 1219 - Ugo IX di Lusignano, conte
- 1235 - Beatrice di Svevia, principessa sveva (n. 1203)
- 1254 - Gil Torres, cardinale spagnolo

## XIV secolo(3)
- 1369 - Nicolas de Besse, cardinale e vescovo cattolico francese
- 1370 - Casimiro III di Polonia, re polacco (n. 1310)
- 1392 - Pierre de Fétigny, cardinale francese

## XV secolo(3)
- 1450 - Giovanni IV d'Armagnac, nobile e militare francese (n. 1396)
- 1459 - John Fastolf, condottiero inglese (n. 1380)
- 1500 - Giovanni di Foix-Étampes, principe

## XVI secolo(11)
- 1511 - Gabriele de' Gabrielli, cardinale e vescovo cattolico italiano (n. 1445)
- 1515 - Mariotto Albertinelli, pittore italiano (n. 1474)
- 1520 - Alonso Suárez de la Fuente del Sauce, vescovo cattolico spagnolo
- 1526 - Scipione del Ferro, matematico italiano (n. 1465)
- 1540 - Francisco de los Ángeles Quiñones, religioso, vescovo cattolico e cardinale spagnolo (n. 1475)
- 1559 - Kanō Motonobu, pittore giapponese (n. 1476)
- 1563 - Ioan Iacob Heraclid, principe (n. 1511)
- 1576 - Hatakeyama Takamasa, militare giapponese (n. 1527)
- 1579 - Giovan Battista Guarinoni d'Averara, pittore italiano
- 1585 - Pontus De la Gardie, nobile e militare francese (n. 1520)
- 1595 - Luis Barahona de Soto, poeta e scrittore spagnolo (n. 1548)

## XVII secolo(21)
- 1614 - Fabrizio Gallo, vescovo cattolico italiano
- 1618 - Antonio Martelli, condottiero italiano (n. 1534)
- 1624 - Charles Alexandre de Croÿ, militare belga (n. 1581)
- 1630 - Johann Liss, pittore tedesco (n. 1595)
- 1630 - Charles Malapert, astronomo, scrittore e gesuita belga (n. 1581)
- 1632 - Henry Percy, IX conte di Northumberland, conte britannico (n. 1564)
- 1640 - Anna Stuart, nobile britannica (n. 1637)
- 1645 - Andrea Cantelmo, nobile e condottiero italiano (n. 1598)
- 1646 - Mario Guiducci, astronomo italiano (n. 1583)
- 1646 - Federico Sandri Trotti, vescovo cattolico italiano
- 1647 - Vincenzo Renieri, religioso, astronomo e matematico italiano (n. 1606)
- 1650 - Cristóvão Ferreira, gesuita e missionario portoghese (n. 1580)
- 1654 - Francesco Carducci, vescovo cattolico e letterato italiano (n. 1610)
- 1657 - Carlo II d'Elbeuf, duca francese (n. 1596)
- 1660 - Lucy Percy, nobildonna e agente segreta britannica (n. 1599)
- 1660 - Alexandre de Rhodes, gesuita e missionario francese (n. 1591)
- 1667 - Franz Tunder, compositore e organista tedesco (n. 1614)
- 1669 - Johannes Cocceius, teologo e ebraista tedesco (n. 1603)
- 1670 - Viviano Codazzi, pittore italiano
- 1678 - Giovan Battista Nani, ambasciatore e storico italiano (n. 1616)
- 1682 - Tommaso de Sarria, arcivescovo cattolico spagnolo (n. 1606)

## XVIII secolo(28)
- 1702 - William Stanley, IX conte di Derby, nobile inglese (n. 1655)
- 1707 - Gomidas Keumurdjian, presbitero armeno (n. 1656)
- 1712 - Gabrio Giuseppe Serbelloni, I duca di San Gabrio, militare, politico e duca italiano (n. 1635)
- 1713 - Giovanni Sigifredo di Eggenberg, nobile boemo (n. 1644)
- 1714 - Bernardino Ramazzini, medico, scienziato e scrittore italiano (n. 1633)
- 1718 - Hieronymus Ambrosius Langenmantel, presbitero tedesco (n. 1641)
- 1726 - Antonio Pacchioni, anatomista italiano (n. 1664)
- 1726 - Mary Tudor, contessa di Derwentwater, nobildonna e attrice inglese (n. 1673)
- 1732 - Richard Bradley, naturalista e botanico inglese (n. 1688)
- 1734 - Peter Angelis, pittore francese (n. 1685)
- 1736 - Claude Guy Hallé, pittore francese (n. 1652)
- 1737 - Maria Gustava Gyllenstierna, poetessa, traduttrice e letterata svedese (n. 1672)
- 1737 - Johan Willem Ripperda, politico, diplomatico e avventuriero fiammingo (n. 1684)
- 1741 - Johannes Schuyler, Jr., imprenditore e politico statunitense (n. 1697)
- 1746 - Giovanni Luigi II di Anhalt-Zerbst, principe (n. 1688)
- 1747 - Johannes Schuyler, politico statunitense (n. 1668)
- 1752 - Clemente Domenico Rospigliosi, nobile italiano (n. 1674)
- 1757 - Francesco Maria Bianchi, pittore italiano (n. 1689)
- 1758 - Hans Egede, missionario, esploratore e vescovo luterano norvegese (n. 1686)
- 1760 - Giovan Maria Borsotto, architetto svizzero (n. 1683)
- 1766 - Ercole Tommaso Villa, generale italiano (n. 1684)
- 1772 - Dorothea Storm-Kreps, pittrice e illustratrice olandese (n. 1734)
- 1774 - John Murray, III duca di Atholl, nobile e politico scozzese (n. 1729)
- 1775 - Cristiano IV del Palatinato-Zweibrücken, duca tedesco (n. 1722)
- 1781 - John Parke Custis, statunitense (n. 1754)
- 1782 - Benigna Gottlieb von Trotha gt Treyden, duchessa lettone (n. 1703)
- 1789 - Giovanni I Nepomuceno di Schwarzenberg, nobile e imprenditore boemo (n. 1742)
- 1800 - Jesse Ramsden, ottico inglese (n. 1735)

## XIX secolo(61)
- 1801 - Johann Christoph Andreas Mayer, anatomista tedesco (n. 1747)
- 1801 - Motoori Norinaga, scrittore giapponese (n. 1730)
- 1802 - Leopoldo I di Lippe, principe (n. 1767)
- 1804 - Betje Wolff, scrittrice olandese (n. 1738)
- 1805 - Giovanni Andrea Archetti, cardinale e arcivescovo cattolico italiano (n. 1731)
- 1805 - Domenico Grimaldi, economista, imprenditore e filosofo italiano (n. 1734)
- 1806 - Giuseppe Zola, teologo, storico e bibliotecario italiano (n. 1739)
- 1807 - Johann Friedrich Wilhelm Herbst, naturalista e entomologo tedesco (n. 1743)
- 1807 - Angelika Kauffmann, pittrice svizzera (n. 1741)
- 1810 - Filippo Hercolani, IV principe Hercolani, mecenate e scrittore italiano (n. 1736)
- 1812 - Lorenzo Gibelli, compositore italiano (n. 1718)
- 1815 - Esprit Tranquille Maistral, ammiraglio francese (n. 1763)
- 1815 - Franz Freiherr von Pflacher, militare austriaco (n. 1745)
- 1817 - Carl Haller von Hallerstein, architetto, archeologo e storico dell'arte tedesco (n. 1774)
- 1818 - Heinrich Friedrich Füger, pittore tedesco (n. 1751)
- 1819 - Alexandre Kucharsky, pittore polacco (n. 1741)
- 1827 - Gaetano Cantoni, architetto svizzero (n. 1745)
- 1828 - Sofia Dorotea di Württemberg, imperatrice (n. 1759)
- 1836 - Karel Hynek Mácha, scrittore ceco (n. 1810)
- 1839 - Simon Bernard, generale, politico e nobile francese (n. 1779)
- 1841 - Luigi di Anhalt-Köthen-Pleß, nobile tedesco (n. 1783)
- 1841 - Martin Michel Charles Gaudin, politico francese (n. 1756)
- 1850 - Ferdinando Carlo Giuseppe d'Austria-Este, generale austriaco (n. 1781)
- 1851 - Giovanni Grioli, presbitero e patriota italiano (n. 1821)
- 1853 - Charles Masson, militare e esploratore britannico (n. 1800)
- 1853 - Heinrich Joseph Wetzer, orientalista tedesco (n. 1801)
- 1854 - Giacomo Antonini, generale e politico italiano (n. 1792)
- 1854 - George Cathcart, generale e diplomatico inglese (n. 1794)
- 1854 - Susan Edmonstone Ferrier, romanziera scozzese (n. 1782)
- 1855 - Giuseppe Corneliani, medico italiano (n. 1797)
- 1856 - Francesco Orioli, scienziato, fisico e filosofo italiano (n. 1783)
- 1857 - Edmund Davy, chimico, docente e inventore britannico (n. 1785)
- 1860 - Johann Friedrich Klotzsch, farmacista e botanico tedesco (n. 1805)
- 1860 - Andrés Latorre, militare uruguaiano (n. 1781)
- 1862 - Errico Berardi, patriota e politico italiano (n. 1801)
- 1862 - Andrea Pizzala, architetto italiano (n. 1798)
- 1867 - Santiago Derqui, politico argentino (n. 1809)
- 1867 - Leopoldo O'Donnell, politico, generale e nobile spagnolo (n. 1809)
- 1868 - Franz Steinfeld, pittore austriaco (n. 1787)
- 1872 - Thomas Sully, pittore britannico (n. 1783)
- 1874 - Friedrich Rochleder, chimico austriaco (n. 1819)
- 1875 - Robert von Mohl, politologo tedesco (n. 1799)
- 1876 - Giuseppe Cataldi, banchiere e politico italiano (n. 1809)
- 1876 - Theodor von Heuglin, ornitologo e esploratore tedesco (n. 1824)
- 1878 - Domenico Induno, pittore italiano (n. 1815)
- 1879 - James Clerk Maxwell, fisico e matematico scozzese (n. 1831)
- 1880 - Francesco Stocco, patriota e generale italiano (n. 1806)
- 1881 - Pietro Gianelli, cardinale e arcivescovo cattolico italiano (n. 1807)
- 1881 - Robert Mallet, ingegnere irlandese (n. 1810)
- 1883 - William Hicks, ufficiale britannico (n. 1830)
- 1884 - Erminia Frezzolini, soprano italiano (n. 1818)
- 1889 - Peter Warburton, esploratore britannico (n. 1813)
- 1893 - Carlo Pasta, medico e politico svizzero (n. 1822)
- 1894 - Pierre Étienne Simon Duchartre, botanico francese (n. 1811)
- 1894 - Cesare Studiati, medico e politico italiano (n. 1821)
- 1896 - Karl Verner, filologo e linguista danese (n. 1846)
- 1897 - Christian Wilhelm Blomstrand, mineralogista e chimico svedese (n. 1826)
- 1897 - Carlos Machado de Bittencourt, ufficiale e politico brasiliano (n. 1840)
- 1897 - Nicolaus Kleinenberg, zoologo e medico tedesco (n. 1842)
- 1900 - Fabius Brest, pittore francese (n. 1823)
- 1900 - Niccolò Nobili, avvocato, imprenditore e politico italiano (n. 1830)

## XX secolo(251)
- 1903 - Enrico Belli-Blanes, attore teatrale italiano (n. 1844)
- 1904 - Nicolò Quartieri, politico italiano (n. 1837)
- 1904 - Ernst Schmit von Tavera, diplomatico e nobile austriaco (n. 1839)
- 1906 - Auberon Herbert, scrittore, filosofo e anarchico britannico (n. 1838)
- 1906 - Frits Thaulow, pittore norvegese (n. 1847)
- 1908 - Cut Nyak Dhien, guerrigliera indonesiana (n. 1848)
- 1908 - Andrew Graham, astronomo irlandese (n. 1815)
- 1908 - Ernest Hébert, pittore francese (n. 1817)
- 1908 - Otis Tufton Mason, etnologo statunitense (n. 1838)
- 1909 - Adele Galli, scrittrice e poetessa italiana (n. 1870)
- 1909 - Henri Weil, filologo classico tedesco (n. 1818)
- 1914 - William Montagu Douglas Scott, VI duca di Buccleuch, politico britannico (n. 1831)
- 1914 - Robert Vidal, calciatore inglese (n. 1853)
- 1914 - August Weismann, biologo e botanico tedesco (n. 1834)
- 1916 - Carlo Alfonso Buffa di Perrero, militare italiano (n. 1867)
- 1916 - Francesco Salesio Della Volpe, cardinale italiano (n. 1844)
- 1917 - Francesco Cappa, militare e aviatore italiano (n. 1888)
- 1917 - Sisto Frajria, militare italiano (n. 1888)
- 1917 - Howell Hansel, regista statunitense (n. 1871)
- 1918 - Samuel Liddell MacGregor Mathers, esoterista e scrittore britannico (n. 1854)
- 1918 - William Shea, attore britannico (n. 1856)
- 1918 - Otto Warth, architetto e docente tedesco (n. 1845)
- 1919 - Charles Hitchcock, geologo statunitense (n. 1836)
- 1919 - Julius von Pflugk-Harttung, storico tedesco (n. 1848)
- 1921 - Antoinette Brown Blackwell, religiosa e predicatrice statunitense (n. 1825)
- 1922 - Edmond Bouty, fisico francese (n. 1846)
- 1923 - Alberto Batori, scacchista e compositore di scacchi italiano (n. 1884)
- 1923 - Giulio Cicioni, religioso, naturalista e botanico italiano (n. 1844)
- 1923 - Edward Reginald Frampton, artista britannico (n. 1874)
- 1924 - Pesend Hanım, principessa abcasa (n. 1876)
- 1924 - Boris Vital'evič Čajkovskij, regista cinematografico russo (n. 1888)
- 1925 - Eugen II Jaromir Czernin von und zu Chudenitz, nobile e politico boemo (n. 1851)
- 1925 - John Newport Langley, fisiologo britannico (n. 1852)
- 1925 - Urbano Nono, scultore italiano (n. 1849)
- 1928 - Arnold Rothstein, mafioso statunitense (n. 1882)
- 1930 - Christiaan Eijkman, medico olandese (n. 1858)
- 1930 - Luigi Facta, politico e avvocato italiano (n. 1861)
- 1930 - Steve Ferrigno, mafioso italiano (n. 1900)
- 1930 - Al Mineo, mafioso italiano (n. 1880)
- 1931 - Guido Maria Conforti, arcivescovo cattolico italiano (n. 1865)
- 1931 - Dave Gardner, calciatore scozzese (n. 1873)
- 1931 - Ole Edvart Rolvaag, scrittore statunitense (n. 1876)
- 1931 - Konrad Stäheli, tiratore a segno svizzero (n. 1866)
- 1933 - Adolphe Girod, generale, aviatore e politico francese (n. 1872)
- 1933 - Texas Guinan, attrice statunitense (n. 1884)
- 1933 - Hermann Heller, giurista e politologo tedesco (n. 1891)
- 1933 - Sen Katayama, politico e giornalista giapponese (n. 1859)
- 1933 - Nikolaj Aleksandrovič Lochvickij, militare russo (n. 1867)
- 1934 - Carl Charlier, astronomo svedese (n. 1862)
- 1934 - Walther von Dyck, matematico tedesco (n. 1856)
- 1934 - Hulda Garborg, scrittrice, drammaturga e poetessa norvegese (n. 1862)
- 1935 - Aldo Lusardi, militare italiano (n. 1905)
- 1936 - Mario De Leone, poeta e politico italiano (n. 1889)
- 1936 - Charles Sanford Terry, storico e musicologo inglese (n. 1864)
- 1936 - Fons Van Der Velde, pittore belga (n. 1870)
- 1937 - Daria de Beauharnais, nobildonna russa (n. 1870)
- 1937 - Bolesław Leśmian, poeta polacco (n. 1877)
- 1937 - Jack McAuliffe, pugile statunitense (n. 1866)
- 1937 - Josef Rovenský, attore e regista ceco (n. 1894)
- 1938 - Giovanni Cassis, magistrato, prefetto e politico italiano (n. 1853)
- 1938 - Thomas Dewing, pittore statunitense (n. 1851)
- 1938 - Georges Urbain, chimico francese (n. 1872)
- 1939 - Henry Correvon, naturalista e botanico svizzero (n. 1854)
- 1940 - Edward Fegen, militare inglese (n. 1891)
- 1941 - Vittorio Bragadin, militare e aviatore italiano (n. 1920)
- 1941 - Rosario Randazzo, militare italiano (n. 1920)
- 1941 - N. de Garis Davies, egittologo britannico (n. 1865)
- 1942 - George M. Cohan, attore, scrittore e produttore teatrale statunitense (n. 1878)
- 1942 - Oscar Geier, bobbista svizzero (n. 1882)
- 1942 - Kiyoura Keigo, politico giapponese (n. 1850)
- 1942 - Luigi Arbib Pascucci, militare italiano (n. 1909)
- 1943 - Georges A. L. Boisselier, pittore francese (n. 1876)
- 1943 - Frank Campeau, attore statunitense (n. 1864)
- 1943 - Bernhard Lichtenberg, presbitero tedesco (n. 1875)
- 1944 - Alexis Carrel, chirurgo e biologo francese (n. 1873)
- 1944 - Claude Chapperon, ciclista su strada francese (n. 1877)
- 1944 - Silvino Folloni, partigiano italiano (n. 1923)
- 1944 - Lodovico Gavazzi, imprenditore e politico italiano (n. 1857)
- 1944 - Aristodemo Zingarini, pittore italiano (n. 1878)
- 1945 - Pietro Bolzon, giornalista e politico italiano (n. 1883)
- 1945 - Nino Costa, poeta italiano (n. 1886)
- 1946 - Arthur Liebert, filosofo tedesco (n. 1878)
- 1946 - Eugenia Lopez Nunes, mezzosoprano italiana (n. 1883)
- 1946 - Joseph Stella, pittore italiano (n. 1877)
- 1946 - Zygmunt Stojowski, pianista e compositore polacco (n. 1870)
- 1947 - Émile Berchmans, pittore e illustratore belga (n. 1867)
- 1947 - Henry Wace, calciatore inglese (n. 1853)
- 1948 - Kenean Buel, regista statunitense (n. 1880)
- 1948 - Giuseppe Cassoli, nobile e militare italiano (n. 1866)
- 1948 - James Cooley, attore statunitense (n. 1880)
- 1948 - Giuseppe Fanin, sindacalista italiano (n. 1924)
- 1948 - Guido Laj, giornalista e politico italiano (n. 1880)
- 1948 - George M. McCune, linguista e insegnante statunitense (n. 1908)
- 1948 - Sammy Mellor, maratoneta statunitense (n. 1880)
- 1949 - Abdolhossein Hazhir, politico iraniano (n. 1902)
- 1950 - Angelo Barabino, pittore italiano (n. 1883)
- 1950 - Adriano Fiori, medico, botanico e micologo italiano (n. 1865)
- 1950 - Giovanni Battista Pellizzi, psichiatra italiano (n. 1865)
- 1951 - Franco Becci, attore italiano (n. 1888)
- 1951 - Frank Hopkins, statunitense (n. 1865)
- 1951 - Agrippina Jakovlevna Vaganova, ballerina e coreografa sovietica (n. 1879)
- 1951 - Reggie Walker, velocista sudafricano (n. 1889)
- 1953 - Vladimir Bakaleinikov, violista, direttore d'orchestra e compositore russo (n. 1885)
- 1953 - Alain Guynot de Boismenu, missionario e arcivescovo cattolico francese (n. 1870)
- 1953 - Lepido Rocco, educatore e storico italiano (n. 1858)
- 1954 - Stig Dagerman, giornalista, scrittore e anarchico svedese (n. 1923)
- 1954 - José Fórmica-Corsi, canottiere spagnolo (n. 1881)
- 1954 - Giuseppe Oddo, chimico italiano (n. 1865)
- 1954 - Rose Lamartine Yates, attivista inglese (n. 1875)
- 1955 - Charley Toorop, pittrice olandese (n. 1891)
- 1955 - Maurice Utrillo, pittore francese (n. 1883)
- 1956 - Maria Filotti, attrice e regista teatrale rumena (n. 1883)
- 1956 - Jules-Géraud Saliège, cardinale e arcivescovo cattolico francese (n. 1870)
- 1956 - Art Tatum, pianista statunitense (n. 1909)
- 1957 - Guido Moda, allenatore di calcio, arbitro di calcio e calciatore italiano (n. 1885)
- 1959 - Francesco Amendola, politico italiano (n. 1881)
- 1959 - Louis-Joseph-Marie Auneau, missionario e vescovo cattolico francese (n. 1876)
- 1959 - Giuseppe Turbiani, arbitro di calcio e dirigente sportivo italiano (n. 1893)
- 1960 - Ward Bond, attore statunitense (n. 1903)
- 1960 - Johnny Horton, cantante statunitense (n. 1925)
- 1960 - Erich Neumann, psicologo e psicoanalista tedesco (n. 1905)
- 1960 - Mack Sennett, attore, sceneggiatore e regista canadese (n. 1880)
- 1963 - Luis Cernuda, poeta spagnolo (n. 1902)
- 1963 - Vernon Dent, attore statunitense (n. 1895)
- 1963 - Griffith Taylor, geologo, antropologo e esploratore britannico (n. 1880)
- 1964 - Piero Malvestiti, politico italiano (n. 1899)
- 1964 - Vasilij Sergeevič Nemčinov, statistico russo (n. 1894)
- 1964 - John S. Robertson, regista e attore canadese (n. 1878)
- 1965 - René Blancard, attore francese (n. 1897)
- 1966 - Alberto Pozzi, calciatore italiano (n. 1902)
- 1966 - Jules Staudt, pallanuotista lussemburghese (n. 1908)
- 1967 - Joseph Kesselring, drammaturgo statunitense (n. 1902)
- 1967 - Massimo IV Saigh, cardinale e patriarca cattolico siriano (n. 1878)
- 1967 - Robert Nighthawk, cantante e musicista statunitense (n. 1909)
- 1968 - Estelle Hemsley, attrice statunitense (n. 1887)
- 1968 - Luigi Guglielmo in Baviera, principe tedesco (n. 1884)
- 1969 - Brunolf Baade, ingegnere tedesco (n. 1904)
- 1969 - Lloyd Corrigan, attore, regista e sceneggiatore statunitense (n. 1900)
- 1970 - Teruhisa Komatsu, ammiraglio giapponese (n. 1888)
- 1970 - Mario Scrivano, calciatore italiano (n. 1892)
- 1971 - Gaetano Messina, avvocato e politico italiano (n. 1901)
- 1971 - Luigi Tasselli, pistard e ciclista su strada italiano (n. 1901)
- 1971 - Jacinto B. Treviño, generale e politico messicano (n. 1883)
- 1972 - Ettore Bozzoli, pittore italiano (n. 1892)
- 1972 - Erich Kaufmann, diplomatico e giurista tedesco (n. 1880)
- 1972 - Reginald Owen, attore britannico (n. 1887)
- 1972 - Alfred Schmidt, sollevatore estone (n. 1898)
- 1973 - Virginia MacVeagh, tennista britannica (n. 1887)
- 1973 - Joaquín Maurín, politico spagnolo (n. 1896)
- 1973 - Alfred Sherwood Romer, paleontologo statunitense (n. 1894)
- 1974 - Marguerite Namara, soprano e attrice statunitense (n. 1888)
- 1974 - Stafford Repp, attore statunitense (n. 1918)
- 1974 - Francesco Sensidoni, ingegnere italiano (n. 1901)
- 1974 - Konstantin Shayne, attore russo (n. 1888)
- 1975 - Beqir Balluku, generale e politico albanese (n. 1917)
- 1975 - Annette Kellerman, nuotatrice e attrice australiana (n. 1887)
- 1975 - Ján Kostra, poeta, saggista e traduttore slovacco (n. 1910)
- 1975 - Julian C. Smith, generale statunitense (n. 1885)
- 1975 - Edward Lawrie Tatum, genetista statunitense (n. 1909)
- 1975 - Giovanni Tizzano, scultore italiano (n. 1889)
- 1975 - Lionel Trilling, critico letterario, scrittore e insegnante statunitense (n. 1905)
- 1976 - Willi Hennig, biologo, entomologo e zoologo tedesco (n. 1913)
- 1976 - Franciszek Szymczyk, pistard polacco (n. 1892)
- 1977 - Nino Garajo, pittore italiano (n. 1918)
- 1977 - René Goscinny, fumettista e editore francese (n. 1926)
- 1977 - Giorgio La Pira, politico e giurista italiano (n. 1904)
- 1977 - Guy Lombardo, direttore d'orchestra e violinista canadese (n. 1902)
- 1977 - Aleksej Grigor'evič Stachanov, operaio e politico sovietico (n. 1906)
- 1978 - Denis O'Dea, attore irlandese (n. 1905)
- 1979 - Al Capp, fumettista statunitense (n. 1909)
- 1979 - Amedeo Nazzari, attore italiano (n. 1907)
- 1979 - Lisa Regnell, tuffatrice svedese (n. 1887)
- 1979 - Jean Rigal, allenatore di calcio e calciatore francese (n. 1890)
- 1979 - Zaki Selim, cestista egiziano (n. 1926)
- 1980 - Karel Hejma, calciatore cecoslovacco (n. 1905)
- 1980 - Mohammed Salim, calciatore indiano (n. 1904)
- 1981 - Pietro Barocelli, archeologo italiano (n. 1887)
- 1981 - Hocine Benmiloudi, calciatore algerino (n. 1955)
- 1981 - Jean Eustache, regista francese (n. 1938)
- 1981 - Stanisław Mazur, matematico polacco (n. 1905)
- 1981 - Umberto Morra di Lavriano, scrittore e giornalista italiano (n. 1897)
- 1981 - Karmapa Rangjung Rigpe Dorje, monaco buddhista tibetano (n. 1924)
- 1981 - Angelo Scattolin, architetto italiano (n. 1904)
- 1982 - Yves Ciampi, regista e sceneggiatore francese (n. 1921)
- 1982 - Miloš Klimek, calciatore cecoslovacco (n. 1924)
- 1983 - Severino Cavazzini, politico italiano (n. 1903)
- 1983 - John Gallaudet, attore statunitense (n. 1903)
- 1983 - Eduard Hoesch, direttore della fotografia e produttore cinematografico austriaco (n. 1890)
- 1983 - Giorgio Liuzzi, generale italiano (n. 1895)
- 1983 - Humberto Mauro, regista, sceneggiatore e attore brasiliano (n. 1897)
- 1983 - Jean-Marc Reiser, fumettista francese (n. 1941)
- 1983 - C.T., italiano (n. 1909)
- 1984 - Erberto Carboni, architetto, designer e pubblicitario italiano (n. 1899)
- 1984 - Domien Jacob, ginnasta belga (n. 1897)
- 1984 - Rehman, attore indiano (n. 1921)
- 1984 - Ivor Montagu, montatore, regista e sceneggiatore britannico (n. 1904)
- 1985 - Jean Théodore Delacour, ornitologo francese (n. 1890)
- 1985 - Roberto Salvini, storico dell'arte e funzionario italiano (n. 1912)
- 1985 - Boris Tolmazov, attore sovietico (n. 1912)
- 1986 - Adolf Brudes, pilota automobilistico tedesco (n. 1899)
- 1986 - Claude Jutra, regista, attore e sceneggiatore canadese (n. 1930)
- 1986 - Jože Udovič, poeta e traduttore sloveno (n. 1912)
- 1987 - Carlos Ulrrico Cesco, astronomo argentino (n. 1910)
- 1987 - Georges Franju, regista francese (n. 1912)
- 1987 - Arthur Schmidt, generale tedesco (n. 1895)
- 1988 - C. F. Møller, architetto danese (n. 1898)
- 1988 - Luca Osteria, agente segreto italiano (n. 1905)
- 1989 - Vladimir Horowitz, pianista e compositore russo (n. 1903)
- 1989 - Roberto Mazzucco, drammaturgo italiano (n. 1927)
- 1989 - Benigno Zaccagnini, politico italiano (n. 1912)
- 1990 - Herbert Berghof, attore austriaco (n. 1909)
- 1990 - Meir Kahane, rabbino e politico statunitense (n. 1932)
- 1991 - Billy Atkins, giocatore di football americano statunitense (n. 1934)
- 1991 - Stelio Crise, bibliotecario, scrittore e critico letterario italiano (n. 1915)
- 1991 - Roy Garforth, pallanuotista britannico (n. 1918)
- 1991 - Fred MacMurray, attore statunitense (n. 1908)
- 1991 - Robert Maxwell, editore, politico e imprenditore britannico (n. 1923)
- 1992 - Roger Dewolf, ciclista su strada francese (n. 1908)
- 1992 - Arpad Emrick Elo, fisico e scacchista ungherese (n. 1903)
- 1992 - Jan Oort, astronomo olandese (n. 1900)
- 1992 - Luigi Russo, politico italiano (n. 1904)
- 1992 - Pierina Scaramella, botanica italiana (n. 1906)
- 1992 - Vjačeslav Skomorochov, ostacolista sovietico (n. 1940)
- 1992 - Antonio Tatò, politico, sindacalista e editore italiano (n. 1921)
- 1993 - Mario Cecchi Gori, produttore cinematografico italiano (n. 1920)
- 1993 - Bertil Lundman, antropologo e scrittore svedese (n. 1899)
- 1993 - Tadeusz Pankiewicz, farmacista polacco (n. 1908)
- 1993 - Arthur Rowe, calciatore e allenatore di calcio inglese (n. 1906)
- 1993 - Ester B. Valdes, cantautrice, paroliera e compositrice italiana (n. 1908)
- 1994 - Luigi Carrai, annunciatore televisivo italiano (n. 1922)
- 1994 - Nicola Morelli, medaglista, scultore e attore italiano (n. 1921)
- 1994 - Al'bert Šesternëv, allenatore di calcio e calciatore sovietico (n. 1941)
- 1994 - Martin Smith, attore e cantante inglese (n. 1957)
- 1995 - Gene Englund, cestista, allenatore di pallacanestro e arbitro di pallacanestro statunitense (n. 1917)
- 1995 - Ernest Gellner, filosofo, antropologo e sociologo inglese (n. 1925)
- 1996 - Bunny Breckinridge, attore statunitense (n. 1903)
- 1996 - Eddie Harris, sassofonista e pianista statunitense (n. 1934)
- 1996 - Wilhelm Sturm, calciatore tedesco (n. 1940)
- 1996 - Alessandro Vivarelli, attore, sceneggiatore e produttore cinematografico italiano (n. 1955)
- 1997 - Isaiah Berlin, filosofo, politologo e diplomatico lettone (n. 1909)
- 1997 - Camilla Cederna, giornalista e scrittrice italiana (n. 1911)
- 1998 - Momoko Kōchi, attrice giapponese (n. 1932)
- 1998 - Guido Sotriffer, scultore e pittore italiano (n. 1936)
- 1999 - Antonio Fraguas Fraguas, insegnante, scrittore e antropologo spagnolo (n. 1905)
- 1999 - James Goldstone, regista e sceneggiatore statunitense (n. 1931)
- 1999 - Colin Rowe, architetto e urbanista britannico (n. 1920)
- 2000 - Dionisio Arce, allenatore di calcio e calciatore paraguaiano (n. 1927)
- 2000 - Jimmie Davis, cantautore, musicista e politico statunitense (n. 1899)
- 2000 - Frances Lee, attrice statunitense (n. 1906)
- 2000 - Roger Peyrefitte, diplomatico, scrittore e attivista francese (n. 1907)
- 2000 - David Sheppard, sollevatore statunitense (n. 1931)

## XXI secolo(118)
- 2001 - Gholam Reza Azhari, generale e politico iraniano (n. 1912)
- 2001 - Bruno Castellino, giornalista italiano (n. 1924)
- 2001 - Milton William Cooper, conduttore radiofonico e scrittore statunitense (n. 1943)
- 2001 - Barry Horne, attivista britannico (n. 1952)
- 2001 - Franco Martinengo, designer e pittore italiano (n. 1910)
- 2001 - Jeannette Vermeersch, politica francese (n. 1910)
- 2002 - Ferruccio Ulivi, critico letterario e scrittore italiano (n. 1912)
- 2003 - Bobby Hatfield, cantante statunitense (n. 1940)
- 2003 - Renzo Merlin, calciatore e allenatore di calcio italiano (n. 1923)
- 2003 - Aldo Parena, calciatore italiano (n. 1919)
- 2003 - Corrado Romano, violinista italiano (n. 1920)
- 2003 - Gino Vaghini, calciatore italiano (n. 1923)
- 2003 - František Velecký, attore slovacco (n. 1934)
- 2004 - Lorenzo Ciocci, politico italiano (n. 1942)
- 2004 - Nili Natho, cestista israeliana (n. 1982)
- 2005 - Camilo Dagum, statistico argentino (n. 1925)
- 2005 - John Fowles, scrittore e saggista inglese (n. 1926)
- 2005 - Paul Rundell, cestista e allenatore di pallacanestro statunitense (n. 1925)
- 2005 - Bruno Vecchiarelli, politico italiano (n. 1920)
- 2005 - Link Wray, chitarrista e cantante statunitense (n. 1929)
- 2006 - Bülent Ecevit, politico, saggista e poeta turco (n. 1925)
- 2006 - Óscar González, pilota automobilistico uruguaiano (n. 1923)
- 2006 - André Grosjean, pallanuotista svizzero (n. 1921)
- 2006 - Pietro Rava, calciatore e allenatore di calcio italiano (n. 1916)
- 2006 - Hamilton Richardson, tennista statunitense (n. 1933)
- 2006 - Francis Schuckardt, vescovo statunitense (n. 1937)
- 2006 - Aleksej Voropaev, ginnasta russo (n. 1973)
- 2006 - Vojtech Zachar, calciatore cecoslovacco (n. 1922)
- 2007 - Andrea Aureli, attore italiano (n. 1923)
- 2007 - Roberto Bortoluzzi, giornalista e conduttore radiofonico italiano (n. 1921)
- 2007 - Giorgio Ferigo, scrittore, storico e musicista italiano (n. 1949)
- 2007 - John W. Firor, fisico statunitense (n. 1927)
- 2007 - Nils Liedholm, calciatore e allenatore di calcio svedese (n. 1922)
- 2008 - Baldev Raj Chopra, regista, sceneggiatore e produttore cinematografico indiano (n. 1914)
- 2008 - Fernando Cuéllar, calciatore e allenatore di calcio peruviano (n. 1945)
- 2008 - Sofron Dmyterko, vescovo cattolico ucraino (n. 1917)
- 2008 - Paul Greening, ammiraglio britannico (n. 1928)
- 2008 - Michael Higgins, attore statunitense (n. 1920)
- 2008 - John Leonard, scrittore e critico letterario statunitense (n. 1939)
- 2008 - Francesco Principe, politico italiano (n. 1918)
- 2009 - Luigi Fuin, allenatore di calcio e calciatore italiano (n. 1928)
- 2010 - Jill Clayburgh, attrice statunitense (n. 1944)
- 2010 - Hajo Herrmann, aviatore tedesco (n. 1913)
- 2010 - Vincenzo Micocci, produttore discografico italiano (n. 1923)
- 2010 - Adrian Păunescu, scrittore, pubblicista e poeta romeno (n. 1943)
- 2010 - Shirley Verrett, mezzosoprano e soprano statunitense (n. 1931)
- 2010 - Dīmītrios Zōgrafos, pallanuotista greco (n. 1921)
- 2011 - Luigi Belloli, vescovo cattolico italiano (n. 1923)
- 2011 - Les Daniels, scrittore statunitense (n. 1943)
- 2011 - Bhupen Hazarika, cantante, compositore e regista indiano (n. 1926)
- 2012 - Stalking Cat, statunitense (n. 1958)
- 2012 - Elliott Carter, compositore statunitense (n. 1908)
- 2012 - Leonardo Favio, regista cinematografico, cantante e attore argentino (n. 1938)
- 2012 - Joseph Oliver Bowers, vescovo cattolico dominicense (n. 1910)
- 2013 - Dino Gifford, calciatore italiano (n. 1917)
- 2013 - Bobby Thomason, giocatore di football americano statunitense (n. 1928)
- 2013 - Stuart Williams, calciatore e allenatore di calcio gallese (n. 1930)
- 2014 - Iuri Akobia, compositore di scacchi georgiano (n. 1937)
- 2014 - Lucio Comar, pittore italiano (n. 1942)
- 2014 - Lane Evans, politico e avvocato statunitense (n. 1951)
- 2014 - Roy Hartle, calciatore inglese (n. 1931)
- 2014 - Manitas de Plata, chitarrista francese (n. 1921)
- 2014 - Mario Pietruzzi, calciatore e allenatore di calcio italiano (n. 1918)
- 2014 - Lucio Testa, regista televisivo italiano (n. 1945)
- 2015 - Nora Brockstedt, cantante norvegese (n. 1923)
- 2015 - Adele Cambria, giornalista, scrittrice e attrice italiana (n. 1931)
- 2015 - Czesław Kiszczak, militare e politico polacco (n. 1925)
- 2015 - Michail Lesin, politico russo (n. 1958)
- 2015 - Hans Mommsen, storico tedesco (n. 1930)
- 2016 - Averardo Ciriello, illustratore italiano (n. 1918)
- 2016 - Alberto Ficuciello, generale italiano (n. 1940)
- 2017 - Alberto Baldan Bembo, polistrumentista, arrangiatore e compositore italiano (n. 1938)
- 2017 - Roger Becker, tennista e allenatore di tennis britannico (n. 1934)
- 2017 - Renzo Calegari, fumettista italiano (n. 1933)
- 2017 - Francesco Cocco, architetto e artista italiano (n. 1935)
- 2017 - Nancy Friday, scrittrice statunitense (n. 1933)
- 2017 - Robert Knight, cantante statunitense (n. 1940)
- 2017 - Emanuele Occelli, poeta e pianista italiano (n. 1926)
- 2017 - Lothar Thoms, pistard tedesco (n. 1956)
- 2017 - Hugo Zarich, calciatore argentino (n. 1940)
- 2017 - Mansour bin Muqrin Al Sa'ud, principe, politico e imprenditore saudita (n. 1974)
- 2017 - Dionatan Teixeira, calciatore brasiliano (n. 1992)
- 2018 - Dino Manetta, vignettista e animatore italiano (n. 1947)
- 2018 - Isabella Vaj, linguista, archeologa e traduttrice italiana (n. 1939)
- 2019 - Omero Antonutti, attore e doppiatore italiano (n. 1935)
- 2019 - Salvatore Calvanese, calciatore e allenatore di calcio argentino (n. 1934)
- 2019 - Mario Cotelli, allenatore di sci alpino italiano (n. 1943)
- 2019 - Ernest J. Gaines, scrittore statunitense (n. 1933)
- 2019 - Anatolij Alekseevič Nogovicyn, generale russo (n. 1952)
- 2019 - Larion Serghei, canoista rumeno (n. 1955)
- 2019 - André Zimmermann, ciclista su strada francese (n. 1939)
- 2020 - Len Barry, cantante statunitense (n. 1942)
- 2020 - Zoilo Domínguez, cestista argentino (n. 1939)
- 2020 - Jim Marurai, politico cookese (n. 1947)
- 2020 - Leonid Osipov, pallanuotista sovietico (n. 1943)
- 2020 - Geoffrey Palmer, attore britannico (n. 1927)
- 2020 - Jim Ramstad, politico statunitense (n. 1946)
- 2020 - Reynaert, cantante belga (n. 1955)
- 2021 - Silvio Laurenzi, costumista e attore italiano (n. 1936)
- 2021 - Luigi Maldera, allenatore di calcio e calciatore italiano (n. 1946)
- 2021 - Marília Mendonça, cantante, cantautrice e musicista brasiliana (n. 1995)
- 2021 - Joe Reaves, cestista statunitense (n. 1950)
- 2022 - Daniele Barioni, tenore italiano (n. 1930)
- 2022 - Aaron Carter, cantante, rapper e attore statunitense (n. 1987)
- 2022 - Karmenu Mifsud Bonnici, politico maltese (n. 1933)
- 2022 - Giandomenico Ongaro, cestista e allenatore di pallacanestro italiano (n. 1941)
- 2022 - Clotilde Pontecorvo, psicologa e pedagogista italiana (n. 1936)
- 2023 - Enrique Dussel, scrittore e filosofo argentino (n. 1934)
- 2023 - Evan Ellingson, attore statunitense (n. 1988)
- 2023 - Susi Eppenberger, politica svizzera (n. 1931)
- 2023 - John Lewis Heilbron, storico statunitense (n. 1934)
- 2023 - Paolo Magnani, vescovo cattolico italiano (n. 1926)
- 2023 - Cēzars Ozers, cestista sovietico (n. 1937)
- 2024 - Marise Chamberlain, mezzofondista neozelandese (n. 1935)
- 2024 - Eileen Diss, scenografa britannica (n. 1931)
- 2024 - Marilù Eustachio, artista italiana (n. 1934)
- 2024 - Brendan McCann, cestista statunitense (n. 1935)
- 2024 - David P. Farrington, criminologo e psicologo britannico (n. 1944)